# Saurauia oblancilimba
Saurauia oblancilimba är en tvåhjärtbladig växtart som beskrevs av Eduardo Quisumbing y Argüelles. Saurauia oblancilimba ingår i släktet Saurauia och familjen Actinidiaceae. Inga underarter finns listade i Catalogue of Life.